# Luiz Bueno
Luiz Pereira Bueno (São Paulo, 1937. január 16. – 2011. február 8.) brazil autóversenyző.

## Pályafutása
1967-ben, Luiz Terra Smith váltótársaként győzött a Mil Milhas Brasil autóversenyen.
1973-ban részt vett a Formula–1-es világbajnokság brazil versenyén. A futamot tizenkettedikként zárta, négy körös hátrányban a győztes Emerson Fittipaldi mögött.

## Eredményei

### Teljes Formula–1-es eredménysorozata
(Táblázat értelmezése)

(Félkövér: pole-pozícióból indult; dőlt: leggyorsabb kört futott) 

| Év   | Csapat       | Modell       | Motor       | 1   | 2      | 3   | 4   | 5   | 6   | 7   | 8   | 9   | 10  | 11  | 12  | 13  | 14  | 15  | Helyezés | Pont |
| ---- | ------------ | ------------ | ----------- | --- | ------ | --- | --- | --- | --- | --- | --- | --- | --- | --- | --- | --- | --- | --- | -------- | ---- |
| 1973 | Team Surtees | Surtees TS9B | Cosworth V8 | ARG | BRA 12 | RSA | ESP | BEL | MON | SWE | FRA | GBR | NED | GER | AUT | ITA | CAN | USA | -        | 0    |

## Külső hivatkozások
- Profilja a grandprix.com honlapon (angolul)
- Profilja a statsf1.com honlapon (angolul)
- Profilja a driverdatabase.com honlapon (angolul)

1. ↑  http://www.dihitt.com.br/n/opiniao-e-noticias/2011/02/09/notas-do-dia-morre-o-ex-piloto-luiz-pereira-bueno